# Angono
Angono ist eine philippinische Stadtgemeinde in der Provinz Rizal, in der Verwaltungsregion IV, Calabarzon. Sie hat 113.283 Einwohner (Zensus 1. August 2015), die in 10 Barangays lebten. Sie wird als Gemeinde der ersten Einkommensklasse auf den Philippinen und als urbanisiert eingestuft.
Angono liegt am nördlichen Ufer des größten Binnensees der Philippinen, des Laguna de Bay. Die Topographie der Gemeinde ist gekennzeichnet durch die südöstlichen Ausläufer der Zentralen Luzon-Ebene und im Norden von den westlichen Ausläufern der Sierra Madre. Ihre Nachbargemeinden sind Taytay im Westen, Antipolo City im Norden, Binangonan im Südosten und Teresa im Nordosten.
Die frühesten künstlerischen Darstellungen auf dem Gebiet der Philippinen finden sich an der Grenze zu Antipolo City und Binangonan. Sie sind als Petroglyphen von Angono bekannt.

## Baranggays
- Bagumbayan
- Kalayaan
- Mahabang Parang
- Poblacion Ibaba
- Poblacion Itaas
- San Isidro
- Santo Niño
- San Pedro
- San Roque
- San Vicente

## Weblink
- Informationen der Philippine Statistics Authority über Angono